# 北山孝二郎
北山孝二郎(きたやま・こうじろう　1947年-　）は、日本の建築家。K計画事務所主宰。京都府生まれ。兄は建築家の安藤忠雄である。

## 略歴
- 1968年 大阪工業大学短期大学部卒業後、都市科学研究所勤務
- 1976年 J.C.Pコンサルタント海外プロジェクト参加
- 1981年 K計画事務所設立

## 業績

### 受賞歴
- 1988年 「OXY DUEX」商環境デザイン優秀賞
- 1988年 「成城集合住宅プロジェクト」SDレビュー入選

### 主な建築作品
- HOUSE 1032
- 日本信販大山町ビル
- 老人保健施設こんにちわセンター
- モヤヒルズ
- サンストリート亀戸
- ビナウォーク (ViNAWALK)
- さつき別荘
- コイズミライティングシアター/イズム（ピーター・アイゼンマンとの共作）
- AE070 Fギャラリー（川越）
- パレ大森プルミエール
- アーバンテラス茶屋町
- SEAMARKビル
- ココラフロント
- インターナショナルガーデンハウス
- 横浜ベイクォーター
- シーマークビル（福岡市東区）

## 著書

### 単著
- 『街路の再発見人と街を結ぶ空間デザイン』、日経BP出版センター、1995年2月、ISBN 978-4822700157